# Pyrethrum discoideum
Pyrethrum discoideum là một loài thực vật có hoa trong họ Cúc. Loài này được Besser ex Ledeb. miêu tả khoa học đầu tiên.